# PANIC ATTACK
『PANIC ATTACK』（パニック・アタック）は、日本のロックバンドであるUNICORNの2枚目のオリジナル・アルバム。
1988年7月21日にCBSソニーからリリースされた。前作『BOOM』（1987年）よりおよそ9か月ぶりにリリースされた作品であり、作詞・作曲はほぼ全曲で奥田民生が担当しているが、一部の曲で堀内一史および川西幸一、手島いさむが作詞もしくは作曲を担当している。プロデューサーは前作に引き続き笹路正徳が担当している他、前作でディレクターであった河合マイケルがプロデューサーとして参加している。
本作レコーディング前にキーボード担当であった向井美音里が脱退し、レコーディング期間中に新たなメンバーとして阿部義晴が加入することとなった。音楽性としては前作に引き続きニュー・ウェイヴやハードロック、パンク・ロックなどを基調としているが、コミカルな歌詞や展開の曲が増加していることが特徴となっている。また、本作にて初めて奥田以外のメンバーがボーカルを担当している他、メンバー全員が作詞を手掛けることとなった。
本作はオリコンアルバムチャートにおいて最高位第19位となった。また、前作に続き本作からも1曲もシングルカットはされていない。

## 背景
広島県にてドラマーの川西幸一を中心に、ギタリストの手島いさむおよびベーシストの堀内一史の3名で結成されたUNICORNは、1986年3月にボーカリストの奥田民生およびキーボーディストの向井美音里が新たに加入し同年4月より正式に活動が開始された。同年6月にはCBSソニーによるオーディションに合格し、結成からわずか3か月でメジャーデビューが決定することとなった。
デビュー決定に伴いメンバーは上京、1987年4月12日には日比谷野外音楽堂にて行われたイベントライブ「勇気ある子供たちが時代をつくる」に参加、上京後初ライブとなった。同年10月21日にはファースト・アルバムとなる『BOOM』（1987年）がリリースされる。また、9月24日および1988年1月31日にはインクスティック芝浦にてライブを行った。1月31日のライブを最後にメンバーの向井はUNICORNからの脱退を表明、脱退の理由は体力的に継続的なライブ活動が困難であるためと川西は述べている。4人編成のバンドとなったUNICORNは、同年3月27日に完成直後の日清パワーステーションにてライブを行い、およそ1200人規模の同会場には聴衆が入りきらない状態となった、6月21日および7月4日には大ホールとなる日本青年館にてライブを行った。7月4日の公演は2部構成となっており、1部において本作収録曲が全て演奏された。

## 録音、制作
レコーディングは1988年に音響ハウスおよびスターシップ・スタジオ、ソニー信濃町スタジオにて行われた。
川西はキーボーディストの脱退に伴い次作制作までの間にオーディションを行うと述べていた。しかしオーディションでめぼしい人材が発掘されず、本作のレコーディングが進行する中でサウンドスタッフとして参加していた阿部義晴が、5月25日に行われた名古屋市民会館でのイベントライブにて正式メンバーとして加入することとなった。阿部は前作のプロデューサーであった笹路正徳のサポートでシンセサイザー・マニピュレーターとして参加しており、本作のレコーディング中に感触を得たメンバーにより正式加入が決定された。しかしアルバムのリリース日はすでに決定していたため、アルバムジャケットには映っておらず、スタッフ・クレジットにおいてはSpecial Thanksとして記載されている。
奥田によれば本作は「明るいアルバム」を目指して制作された。川西は本作に関して、前作ではテクニック的に追いついていない部分があったため、本作では向上したテクニックを発揮したことと各パートの生音を活かすことを念頭にレコーディングを行ったと述べている。

## 音楽性と歌詞
本作では初めてメンバー全員が作詞を手掛けている。「ペケペケ」に関して川西は、哲学や人生、政治などを題材にしたくないことから色物の歌詞として制作しており、歌詞中の男のイメージは奥田であると述べている。また、当初「ペケペケ」は仮題であったが、ライターの星野京子の要望によってそのまま正式タイトルとして採用されることになった。「シンデレラ・アカデミー」に関して堀内は、色物っぽい歌詞であるが作詞に関しては現実的ではないものを好んでいるため、歌詞中の登場人物の具体的なモデルは存在しないと述べている。「ツイストで目を覚ませ」に関して手島は、歌詞中の人物のイメージは自身であると述べた他、「噂じゃ町のドラ息子」という箇所が文法上問題があり、ドラ息子という言葉は2人称であり噂という言葉は3人称であることから、正しくは「町じゃ噂のドラ息子」とすべきであったと述べている。
書籍『114+4 UNICORN写真+作品集』にてプロデューサーである河合誠一マイケルは、本作からUNICORNの「3の線指向」が始まったと述べ、次作『服部』（1989年）へと至るプロセスで、ユーモアだけでなくロック的なテーマから5人を解き放ってしまったかのようであるとして、「ほんとに楽しくなりました」と述べている。同書にてライターの宇都宮美穂は、前作の歌詞に関して「悪い冗談みたいだと私は思う」と述べた上で、本作の歌詞は同じく悪い冗談でありながらもセンスのきらめきを見せていると述べた他、無意味な歌詞でありながらも「なんだかクスリと笑わせられる、"VOW"みたいな歌詞だな」と思わされたと述べている。
音楽誌『別冊宝島724 音楽誌が書かないJポップ批評22 ユニコーン&奥田民生の摩訶不思議』においてライターの川口瑞夫は、英語タイトルの曲と日本語タイトルの曲がほぼ半々になっていることを指摘し、前作『BOOM』が全曲英語タイトルで次作『服部』が全曲日本語タイトルになっていることから本作は「両者を足して割ったような印象」と述べている。また、日本語タイトルの曲はサウンド面も含めた上で『服部』のイメージが強いとも述べている。川口は本作でコミカルな要素が強いのは「ペケペケ」のみであるとした上で、歌詞の語尾が「～のだ」で終わることからバカボンのパパのようであると指摘した他、チープなインド音楽風のアレンジなどから「この曲がその後のユニコーンの方向性を決定付けたと言ってもいい」と述べ、奥田による「脇役がいないバンドを目指した」との言葉から堀内に歌わせるというアイデアが出たのではないかと推測している。

## 楽曲

### SIDE A
1. 「I'M A LOSER」
音楽誌『別冊宝島724 音楽誌が書かないJポップ批評22 ユニコーン&奥田民生の摩訶不思議』においてライターの飯島久美子は、「苦しげな声が恋に空回りする男のイメージにピッタリで、せつなくなる」と述べている[18]。楽器なしであてふりをするというPVが存在する[注釈 1]。特にメタリックなイメージを出すために川西はトレーニング用（金属製）のドラムスティック使用したため、重くて撮影は困難な状況であったという[19]。なお、このビデオからディレクターとして板屋宏幸が参加、後に至るまで多くのビデオ撮影を担当している。また、Jリーグに属するアルビレックス新潟の応援歌「アイシテルニイガタ」の原曲としても知られている。トリビュート・アルバム『ユニコーン・トリビュート』（2007年）において東京スカパラダイスオーケストラによるカバーが収録されている[20][21][22]。
2. 「HEY MAN!」
音楽誌『別冊宝島724 音楽誌が書かないJポップ批評22 ユニコーン&奥田民生の摩訶不思議』においてライターの堀越葉子は、「女に弄ばれ、中年にあっさり負けてしまう若者の心情やシチュエーションを、民生が具体的に描き演じ切った曲」と述べている[18]。イントロのクラクションの音は、スタジオ外の駐車場までマイクを延ばし、深夜に苦情を気にしながら実際に車のクラクションを鳴らして録音された[23]。車の排気音は川西の当時の愛車であるマツダ・RX-7（FC型）から録音されている。企画盤『ULTRA SUPER GOLDEN････』（2002年）およびCD-BOX『UNICORN SME ERA - remasterd BOX』（2012年）に収録されたリマスター盤ではクラクションの音がカットされている。初期のライブでは最後のサビの「やだやだやだ」の部分をファンと一緒に「ハゲ」と連呼するコーラスが定番だった[23]。後に『THE VERY RUST OF UNICORN』に収録されたライブバージョンでは後半で音声が一部規制音になっている[注釈 2]。
3. 「SUGAR BOY」
デビュー前から存在していた曲であるが、歌詞が若干変更されている。CBSソニーオーディションでも本曲を演奏したが、前作には収録されず本作にて初収録となった[24]。音楽誌『別冊宝島724 音楽誌が書かないJポップ批評22 ユニコーン&奥田民生の摩訶不思議』においてライターの内田和世は、始まりの歌詞のイメージから「初恋にもじもじする純情な男の子を思い描く」と述べているが、歌詞途中の「ダンディーたちのターゲット」という箇所からゲイから脱しようとする男性を描いた歌詞に変化することに関して、「このキワどく絶妙な歌詞はさすが」と評価した他、キャッチーなメロディやドラマティックなアレンジによって本作を代表する曲になったと述べている[18]。
4. 「抱けないあの娘-Great Hip in Japan-」
当初、カップ麺のCMソングのコンペ用に作られた曲であった[注釈 3]。音楽誌『別冊宝島724 音楽誌が書かないJポップ批評22 ユニコーン&奥田民生の摩訶不思議』においてお笑いコンビであるダイノジの大谷伸彦は、後の『服部』の布石となる曲であると主張し、「窓の外の暗闇を目で追いながら」という歌詞はプロの作詞家からも発出されないフレーズであると絶賛した[18]。
5. 「FINALLY」
元々は「Twilight」というタイトルで歌詞も一部異なっていた[注釈 4]。音楽誌『別冊宝島724 音楽誌が書かないJポップ批評22 ユニコーン&奥田民生の摩訶不思議』において飯島は、「別れを予感した恋人同士をテーマに、とにかく泣かせることに焦点を絞った曲」であると主張し、「二人の仕草や表情、景色のちょっとした描写が確信犯的に巧みで、すんなり涙を誘う」と述べている[18]。

### SIDE B
1. 「シンデレラ・アカデミー」
音楽誌『別冊宝島724 音楽誌が書かないJポップ批評22 ユニコーン&奥田民生の摩訶不思議』において飯島は、「地味な大女を美女に変身させる、という歌詞の胡散臭さをスカのリズムがなぜか倍増させている」と述べた他、歌詞中の「大丈夫愛してる」というフレーズが頼りなく聞こえると指摘している[18]。後に、堀内のソロアルバム『mirror man』（1997年）に「Wendy（シンデレラ・アカデミー2）」が収録されている[25]。
2. 「サービス」
音楽誌『別冊宝島724 音楽誌が書かないJポップ批評22 ユニコーン&奥田民生の摩訶不思議』において堀越は、初期のUNICORNの曲は女性に振り回される男性を描いた曲が多かったのに対し、本曲では女性を振り回す男性が描かれていることを指摘、「繰り返されるメロディと否定の言葉、一音一音力の入ったドラムとベースが印象的だ」と述べている[18]。
3. 「ペケペケ」
堀内初のリードボーカル曲。Aメロを堀内、サビは奥田が歌っている。音楽誌『別冊宝島724 音楽誌が書かないJポップ批評22 ユニコーン&奥田民生の摩訶不思議』においてライターの川口瑞夫は、本曲を「『服部』路線の原型といえる曲」と位置付け、本曲のPV撮影が『服部』の制作と同時期であったことを指摘している[18]。作詞を担当した川西は身近な人物がモデルであると発言しているが、川口は堀内と向井夫妻[注釈 5]のことではないかと推測し、「この曲を堀内が嫌がる理由がよくわかる」と述べている[18]。トリビュート・アルバム『ユニコーン・トリビュート』においてキャプテンストライダムによるカバーが収録されている[20][21][22]。
4. 「SHE SAID」
デビュー前から存在していた曲で、ミュージック・ビデオ『MOVIE 6 THE VERY RUST OF UNICORN VIDEO Vol.1』（1994年）にオーディションで演奏している映像が収録されている。音楽誌『別冊宝島724 音楽誌が書かないJポップ批評22 ユニコーン&奥田民生の摩訶不思議』において飯島は、本曲を女性に薄情な歌であると主張し、変化の多いバンドであったUNICORNであるが「この薄情さは終始一貫している」と述べている[18]。
5. 「眠る」
音楽誌『別冊宝島724 音楽誌が書かないJポップ批評22 ユニコーン&奥田民生の摩訶不思議』において大谷は、UNICORNでは初めて「死」をテーマにした曲であると指摘し、「ビートルズ直系の甘いメロディに乗せて歌われる」と述べた他、「民生のニヒルな面が全開のナンバー」であると述べている[18]。
6. 「ツイストで目を覚ませ -Twistin' in Suits '85-」
リリース作品としては初めて手島が作詞を担当している。本曲のタイトルは河口湖にてレコーディング合宿をしていた際に、その施設の若い店員が、厨房から出る際に足拭きマットで汚れを落とすモーションがツイストダンスに見えていたことから、仮タイトル「ツイスト」となった。音楽誌『別冊宝島724 音楽誌が書かないJポップ批評22 ユニコーン&奥田民生の摩訶不思議』において堀越は、「もろにビートルズを意識した音作りで、かなり趣味に走っているが、メンバーの部屋を覗いているようで楽しい」と述べている[18]。

## リリース、プロモーション
本作は1988年7月21日にCBS・ソニーから、LP、CD、CTの3形態でリリースされた。本作に関するプロモーションとして、1988年8月20日放送のフジテレビ系深夜番組『オールナイトフジ』（1983年 - 1991年）に出演し、阿部がメンバーとして初めて紹介されることとなった。また、同年11月19日放送の中京テレビ音楽番組『5時SATマガジン』（1981年 - 1993年）および11月28日放送のNHK総合音楽番組『ジャストポップアップ』（1988年 - 1991年）、12月31日放送のテレビ神奈川音楽番組『Live TOMATO SPECIAL』（1986年 - 1993年）に出演しいずれも「I'M A LOSER」を演奏した。
本作収録曲の内、「I'M A LOSER」と「ペケペケ」のみPVが制作されている。ディレクターを担当した板屋宏幸は初めてUNICORNを手掛けることとなり、最初に提案したのが「I'M A LOSER」において楽器を持たずに当て振りするというものであったが、奥田からは「ペケペケ」のビデオを制作したいとの要望があった。結果として「ペケペケ」が制作されるなら「I'M A LOSER」も制作が可能であるという条件で2曲ともPVが制作されることとなった。「ペケペケ」のPVでは、奥田が冒頭は歌唱していないことから、演出として歌の途中で突然現れるという奥田の提案から派生して、「ペケペケ」の撮影は温泉旅館で行われることとなった。また、「あっ、好きなこと言ってなさい」という歌詞の部分で後ろのネオン看板に「明日（あす）」と点灯する演出も提案された。しかし水中で隠れていた奥田が窒息しかけたことや、湿気で楽器が損壊したことなどから温泉旅館での撮影は失敗であったとメンバーは述べている。そのほか、宴会シーンにはマネージャーである原田公一を含めた関係者スタッフが出演している。前述の湯船シーンに写っているゾウは本来湯船の中に入れるはずであったが、風呂場の入り口を1センチほど上回る大きさであったため抜けられず、ドアもゾウも削ることができないためやむなく風呂場の外に移動された。このゾウは湯煙で曇った窓の外のほとんど見えない位置に映っている。
その後1992年11月21日にはMDにて再リリース、UNICORN解散後となる1995年12月13日には、ソニー・ミュージックレコーズから「ユニコーンの逆転満塁ホームランプライスシリーズ」として廉価版CDがリリースされた。また、2007年12月19日にはエスエムイーレコーズから紙ジャケット仕様CDとして再リリースされた。さらに2012年12月5日には9枚組CD+DVDのボックス・セット『UNICORN SME ERA - remasterd BOX』においてデジタル・リマスタリング盤が収録され、2017年12月6日にはデビュー30周年を記念して、ABEDONがリマスタリングを担当した工具箱風ボックス入りの15枚組CD-BOX『UC30 若返る勤労』に収録されて再リリースされた。

## アートワーク
キーボード担当の向井美音里が脱退、その後サポートメンバーとして参加していた阿部は、本作のレコーディング中に正式メンバーとして加入が決定した。しかしアルバムリリースはすでに決定していたため、ジャケット写真に阿部は写っておらず、スタッフ・クレジットにはSpecial Thanksとして記載されている。
また本作のレコーディング中に、川西幸一は髪型を突然モヒカンにしてメンバーやスタッフを唖然とさせた。当時のマネージャーは憤慨したが、宣伝マンの「どうせならトロージャンにしちゃえば? インパクトがあっていいかもよ」の一言で許可されたという。そのため本作のジャケットにはトロージャン姿の川西が写っている。

## ツアー
本作を受けたコンサートツアーは、「UNICORN TOUR PANICK ATTACK'88」と題して1988年10月14日の渋谷公会堂公演から12月24日の秋田県児童会館公演まで、20都市全24公演が行われた。初日となった渋谷公会堂公演では、1曲目に「ツイストで目を覚ませ」を奥田一人によるアコースティック・ギターの弾き語りでワンコーラスのみ演奏され、派手な爆発音が鳴りその後「SUGAR BOY」「Hystery-Mystery」「Concrete Jungle」と3曲立て続けに演奏された。その後奥田は「ツアーの初日ですから、適当に手を抜いていきます」とMCを行った他、手島がマラカスを持って踊ることや阿部と奥田、手島の3名が横に並んで振り付けをしながらスネアを叩く行為などが行われた。アンコールでは再び「ツイストで目を覚ませ」が演奏され、間奏ではローディー2名がスネアを叩き、川西以外のメンバーが縦笛を吹く演奏となった。
1989年1月10日および1月11日には渋谷公会堂にて特別公演となる「UNICORN TOUR "PANICK ATTACK'88" SPECIAL」が行われ、1曲目は阿部のグランドピアノ独奏による「Fallin' Night」のイントロが演奏され、演奏の最中に奥田が登場し「あんまり、汗をかいていただかないライヴをしたいと思います」とMCを行った。当日はスペシャル・ナイトであったことから、「作ったヤツに責任をとってもらいます」という紹介後に手島が「ツイストで目を覚ませ」を歌唱することや、アコースティック・ギターによる弾き語りで「FINALLY」が演奏されるなど特別な行為が行われた。最後は阿部によるピアノ独奏で奥田が歌唱するスタイルで「Alone Together」が演奏されライブ本編が終了となった。しかしアップテンポの曲が全く演奏されていないために聴衆はライブが終了したことに気が付かず、10分ほど経過した後にアンコールの声が出始めることとなった。その後メンバーは再登場し、奥田が「せっかく、キメて終わって、アンコールでシブく出てこようとしたのにぃ! 計画台無し!」とMCを行った後に「I'M A LOSER」「SUGAR BOY」「Pink Prisoner」が演奏された。2回目のアンコールではカバーが3曲演奏され、川西や手島による歌唱や阿部がギター、奥田がキーボードを担当するなど各パートを変更する形で演奏されてライブは終了した。

## 批評
| 専門評論家によるレビュー             | 専門評論家によるレビュー |
| レビュー・スコア                     | レビュー・スコア         |
| 出典                                 | 評価                     |
| ------------------------------------ | ------------------------ |
| CDジャーナル                         | 肯定的                   |
| 音楽誌が書かないJポップ批評22        | 肯定的                   |
| 別冊カドカワ 総力特集ユニコーン 2009 | 肯定的                   |

本作のサウンド面に対する批評家たちからの反応は概ね肯定的なものとなっており、音楽情報サイト『CDジャーナル』では、本作を「初期ユニコーンの魅力が詰まった2ndアルバム」と位置付け、「弾けた縦ノリのビートとドラマティックなメロディが一体となった、個性あふれるサウンドが楽しめる」と述べた他、「奥田民生のエネルギッシュなヴォーカルが魅惑的だ」と述べた上で肯定的に評価した。音楽誌『別冊宝島724 音楽誌が書かないJポップ批評22 ユニコーン&奥田民生の摩訶不思議』において音楽解説者の榊ひろとは、ほぼ全ての曲を奥田が担当していることから「基本的に奥田色が前面に出たアルバムと言えるだろう」と指摘し、当時の売れ線を意識したポスト・ニューウェイヴ的なサウンドではあるとしながらも「ポップでキャッチーな奥田のメロディ・センスは早くも全開状態である」と称賛、また奥田以外で唯一楽曲制作を担当した堀内の作品に関しては、「モノトーンの味わいを持つ一服の清涼剤」と例えた上でアルバム中盤の箸休め的役割であり、中期ビートルズのジョージ・ハリソンのようなポジションであると指摘、唐突にプログレッシブ・ロックのような展開となるスカ・ナンバーである「シンデレラ・アカデミー」は「堀内の作風を象徴する代表作となっている」と述べている。文芸雑誌『別冊カドカワ 総力特集ユニコーン 2009』において音楽評論家の平山雄一は、前作リリース後に向井が脱退したことを受け、プロデューサーの笹路がキーボーディストとして本作およびツアーにおいてもサポートミュージシャンとして活躍したことに触れた上で、同ツアーを観覧した平山はUNICORNのブレイクを確信したと述べたほか、「I'M A LOSER」における冒頭の奥田によるアカペラ歌唱部分を聴いただけで「バンドが大変身を遂げたことがわかる」と称賛、また前作において存在したハードロックを彷彿させる要素はなくなったことや、「ペケペケ」で堀内がボーカルを行っていることが後のメンバー全員がボーカルを担当することに繋がっていることや、「ツイストで目を覚ませ」において手島が初めて作詞を手掛けていることなどから「全員全力でアルバムを作るというストロング・スタイルがここに始まった」と述べた上で「ユニコーンの黄金時代直前の気配がムンムンだ」と肯定的に評価した。

## チャート成績
本作はオリコンアルバムチャートにおいてLP盤は最高位第14位の登場週数11回で売り上げ枚数は0.8万枚、CD盤を含めた総合では最高位第19位の登場週数は47回で売り上げ枚数は11.3万枚となった。この売り上げ枚数はUNICORNのアルバム売上ランキングにおいて第12位となっている。2022年および2023年に実施されたねとらぼ調査隊によるUNICORNのアルバム人気ランキングではともに第2位となった。

## 収録曲

### LP / CT
| 全編曲: 笹路正徳、UNICORN。 |                                        |           |           |           |       |
| #                           | タイトル                               | 作詞      | 作曲      | ボーカル  | 時間  |
| 1.                          | 「I'M A LOSER」                        | 奥田民生  | 奥田民生  | 奥田民生  | 4:34  |
| 2.                          | 「HEY MAN!」                           | 奥田民生  | 奥田民生  | 奥田民生  | 4:57  |
| 3.                          | 「SUGAR BOY」                          | 奥田民生  | 奥田民生  | 奥田民生  | 4:05  |
| 4.                          | 「抱けないあの娘-Great Hip in Japan-」 | 奥田民生  | 奥田民生  | 奥田民生  | 3:58  |
| 5.                          | 「FINALLY」                            | 奥田民生  | 奥田民生  | 奥田民生  | 5:46  |
| 合計時間:                   | 合計時間:                              | 合計時間: | 合計時間: | 合計時間: | 23:20 |

| 全編曲: 笹路正徳、UNICORN。 |                                                  |            |           |                    |       |
| #                           | タイトル                                         | 作詞       | 作曲      | ボーカル           | 時間  |
| 6.                          | 「シンデレラ・アカデミー」                       | 堀内一史   | 堀内一史  | 奥田民生           | 4:29  |
| 7.                          | 「サービス」                                     | 奥田民生   | 奥田民生  | 奥田民生           | 3:56  |
| 8.                          | 「ペケペケ」                                     | 川西幸一   | 奥田民生  | 堀内一史、奥田民生 | 3:22  |
| 9.                          | 「SHE SAID」                                     | 奥田民生   | 奥田民生  | 奥田民生           | 3:55  |
| 10.                         | 「眠る」                                         | 奥田民生   | 奥田民生  | 奥田民生           | 5:11  |
| 11.                         | 「ツイストで目を覚ませ -Twistin' in Suits '85-」 | 手島いさむ | 奥田民生  | 奥田民生           | 3:08  |
| 合計時間:                   | 合計時間:                                        | 合計時間:  | 合計時間: | 合計時間:          | 24:01 |

- CDブックレットに記載されたクレジットを参照[48]。

### CD / MD
| 全編曲: 笹路正徳、UNICORN。 |                                                  |            |           |                    |       |
| #                           | タイトル                                         | 作詞       | 作曲      | ボーカル           | 時間  |
| 1.                          | 「I'M A LOSER」                                  | 奥田民生   | 奥田民生  | 奥田民生           | 4:34  |
| 2.                          | 「HEY MAN!」                                     | 奥田民生   | 奥田民生  | 奥田民生           | 4:57  |
| 3.                          | 「SUGAR BOY」                                    | 奥田民生   | 奥田民生  | 奥田民生           | 4:05  |
| 4.                          | 「抱けないあの娘-Great Hip in Japan-」           | 奥田民生   | 奥田民生  | 奥田民生           | 3:58  |
| 5.                          | 「FINALLY」                                      | 奥田民生   | 奥田民生  | 奥田民生           | 5:46  |
| 6.                          | 「シンデレラ・アカデミー」                       | 堀内一史   | 堀内一史  | 奥田民生           | 4:29  |
| 7.                          | 「サービス」                                     | 奥田民生   | 奥田民生  | 奥田民生           | 3:56  |
| 8.                          | 「ペケペケ」                                     | 川西幸一   | 奥田民生  | 堀内一史、奥田民生 | 3:22  |
| 9.                          | 「SHE SAID」                                     | 奥田民生   | 奥田民生  | 奥田民生           | 3:55  |
| 10.                         | 「眠る」                                         | 奥田民生   | 奥田民生  | 奥田民生           | 5:11  |
| 11.                         | 「ツイストで目を覚ませ -Twistin' in Suits '85-」 | 手島いさむ | 奥田民生  | 奥田民生           | 3:08  |
| 合計時間:                   | 合計時間:                                        | 合計時間:  | 合計時間: | 合計時間:          | 47:21 |

## スタッフ・クレジット

### UNICORN
CDブックレットに記載されたクレジットを参照。
- 奥田民生 – ボーカル、ギター
- 川西幸一 – ドラムス
- 堀内一史 (EBI) – ベース
- 手島いさむ – ギター

### スタッフ
CDブックレットに記載されたクレジットを参照。
- 稲垣博司 – エグゼクティブ・プロデューサー
- 石井俊雄（CBS・ソニーレコード） – エグゼクティブ・プロデューサー
- 平郡泰典（CS・アーティスツ） – エグゼクティブ・プロデューサー
- 河合“情事”マイケル （CBS・ソニーレコード） – プロデューサー
- 笹路“ジャズってスゴイ”正徳 – プロデューサー
- 森山“オナラー”恭行 – レコーディング・エンジニア、ミキシング・エンジニア
- 森岡徹也 – レコーディング・エンジニア
- 中谷英己 – アシスタント・エンジニア
- 笹原与志一 – アシスタント・エンジニア
- 高村“下半身”政貴（音響ハウス） – アシスタント・エンジニア
- 福井“ポルノ”弘貴（スターシップ・スタジオ） – アシスタント・エンジニア
- 佐久間義徳（CBS・ソニー 信濃町スタジオ） – アシスタント・エンジニア
- 辻森“楽しんでいただけましたか”茂和（CBS・ソニーレコード） – カヴァーディレクション&デザイン
- 長沢“完徹”まりこ（CBS・ソニーレコード） – カヴァーデザイン
- 大川直人 – カヴァーフォト
- 佐野“悩殺”美由紀 – ヘアメイク
- 青山聡美 - スタイリスト
- 麻生“重千代”秀樹（CS・アーティスツ） – チーフ・マネージャー
- 市井“テチュー”洋 – マネージャー
- 鈴木“銀チャン”銀二郎 – ボディーガード、楽器責任者
- 大崎尊生 – プロモーション・スタッフ
- 中村“弱運”収（CBS・ソニーレコード） – プロモーション・スタッフ
- 中田“X”研一（CS・アーティスツ） – プロモーション・スタッフ
- TAMA – スペシャル・サンクス
- アイバニーズ – スペシャル・サンクス
- 岸研一（ハート・ミュージック） – スペシャル・サンクス
- 渋谷フロンティア – スペシャル・サンクス
- 阿部“Bee”義晴 – スペシャル・サンクス

## リリース日一覧
| No. | リリース日     | レーベル                       | 規格         | カタログ番号 | 最高順位 | 備考                                                                                  | 出典          |
| --- | -------------- | ------------------------------ | ------------ | ------------ | -------- | ------------------------------------------------------------------------------------- | ------------- |
| 1   | 1988年7月21日  | CBSソニー                      | LP           | 28AH-5088    | 18位     |                                                                                       | [ 2 ]         |
| 2   | 1988年7月21日  | CBSソニー                      | CT           | 28KH-5088    | 18位     |                                                                                       | [ 2 ]         |
| 3   | 1988年7月21日  | CBSソニー                      | CD           | 32DH-5088    | 18位     |                                                                                       | [ 2 ] [ 17 ]  |
| 4   | 1992年11月21日 | ソニー・ミュージックレコーズ   | MD           | SRYL-7058    | -        |                                                                                       | [ 51 ]        |
| 5   | 1995年12月13日 | ソニー・ミュージックレコーズ   | CD           | SRCL-3412    | -        | ユニコーンの逆転満塁ホームランプライスシリーズ（廉価版）                              | [ 42 ] [ 52 ] |
| 6   | 2007年12月19日 | エスエムイーレコーズ           | CD           | SECL-602     | -        | 紙ジャケット仕様                                                                      | [ 53 ] [ 54 ] |
| 7   | 2012年10月1日  | ソニー・ミュージックダイレクト | AAC-LC       | -            | -        | デジタル・ダウンロード                                                                | [ 55 ]        |
| 8   | 2012年10月1日  | ソニー・ミュージックダイレクト | ロスレスFLAC | -            | -        | デジタル・ダウンロード                                                                | [ 56 ]        |
| 9   | 2012年12月5日  | エスエムイーレコーズ           | CD           | SECL-1232    | -        | CD-BOX『UNICORN SME ERA - remasterd BOX』収録、紙ジャケット仕様、デジタルリマスター版 | [ 57 ] [ 58 ] |
| 10  | 2017年12月6日  | キューンミュージック           | CD           | KSCL-2982    | -        | 完全生産限定CD-BOX『UC30 若返る勤労』収録、ABEDONがリマスタリングを担当               | [ 59 ] [ 60 ] |
| 11  | 2017年12月6日  | ソニー・ミュージックレーベルズ | AAC-LC       | -            | -        | 『UC30 若返る勤労』収録盤と同内容のデジタル・ダウンロード版                           | [ 61 ]        |
| 12  | 2017年12月6日  | ソニー・ミュージックレーベルズ | ロスレスFLAC | -            | -        | 『UC30 若返る勤労』収録盤と同内容のデジタル・ダウンロード版                           | [ 62 ]        |